# Confine tra Repubblica Democratica del Congo e Sudan del Sud
Il confine tra la Repubblica Democratica del Congo e il Sudan del Sud ha una lunghezza di 714 km e va dal triplice confine con la Repubblica Centrafricana a ovest fino al triplice confine con l'Uganda a est.

## Descrizione
Il confine inizia a ovest al triplice confine con la Repubblica Centrafricana, proseguendo via terra in una direzione ampiamente sud-orientale e in seguito orientale, attraverso una serie di linee irregolari, che terminano al triplice confine con l'Uganda. Il confine segue approssimativamente la divisione tra lo spartiacque del Nilo e del fiume Congo.

## Storia
Il confine venne discusso per la prima volta durante la spartizione dell'Africa, un periodo di intensa competizione tra le potenze europee nel tardo XIX secolo per il controllo dei territori africani. Il processo culminò nella Conferenza di Berlino del 1884, in cui le nazioni europee interessate concordarono sulle rispettive rivendicazioni territoriali e sulle regole degli impegni futuri. In quel periodo l'area attuale della Repubblica Democratica del Congo era controllata dallo Stato Libero del Congo, uno stato detenuto sotto il dominio personale del re belga Leopoldo II, che aveva sponsorizzato varie esplorazioni nella regione con il pretesto dell'umanitarismo. Il Sudan (compreso il Sudan del Sud) venne conquistato dalla Gran Bretagna nel 1890, che poi creò un condominio con l'Egitto, chiamato Sudan Anglo-Egiziano, nel gennaio 1899. La Gran Bretagna aveva già sottoscritto un trattato con il re Leopoldo il 12 maggio 1894 per delineare le rispettive sfere di influenza in Africa centrale, che grosso modo erano divise lungo lo spartiacque del Nilo e del Congo. Tuttavia il trattato contemplava anche l'affitto di ampie aree terriere nell'Africa centrale allo Stato Libero del Congo, inclusa l'enclave di Lado. L'attuale confine venne ulteriormente confermato da un altro trattato il 9 maggio 1906.
L'amministrazione dello Stato Libero del Congo venne rilevata dal governo belga nel 1908 in seguito alle controversie suscitate dalle atrocità commesse dalle forze di Leopoldo II. Il contratto di affitto belga sull'enclave di Lado fu risolto da un trattato anglo-belga del 14 maggio 1910 e l'area fu successivamente annessa al Sudan.
Il Sudan ottenne l'indipendenza nel 1956, seguito dal Congo belga (come Repubblica del Congo, in seguito ribattezzata Repubblica Democratica del Congo) il 30 giugno 1960.
Nel 2011 il Sudan del Sud ha dichiarato l'indipendenza dal Sudan e ha quindi ereditato il confine con la Repubblica Democratica del Congo. Il confine risulta poroso ed è estremamente insicuro a causa dei postumi delle guerre civili in Sudan del Sud, Repubblica Democratica del Congo e Repubblica Centrafricana, e dell'insurrezione dell'esercito di Resistenza del Signore che si è estesa dall'Uganda.